# Talking Body
«Talking Body»  (с англ. — «На языке тела») — сингл шведской певицы и автора песен Туве Лу, выпущенный на Contemporary hit radio 13 января 2015 года лейблом Republic Records. Он стал вторым синглом с её дебютного студийного альбома «Queen of the Clouds».

## Композиция
Песня представляет собой электропоп с элементами трип-хопа, синти-попа и инди-попа. Она рассказывает о попытке соблазнить кого-то на сексуальные отношения. Тональность ми минор, в темпе 120 ударов в минуту. Последовательность аккордов Em-D-G-C-D.

## Видеоклип
Премьера клипа состоялась 12 января 2015 года.
С 2015 года многие из живых выступлений песни включали раздевание Лу.

## Коммерческий успех
Сингл достиг 12-го места в Billboard Hot 100. Кроме того, он достиг 4-го места в Mainstream Top 40, в который входят самые популярные песни на радиостанциях. На сегодняшний день сингл провел 30 недель в Hot 100 и продал два миллиона экземпляров. Он также достиг пика на 14-м месте в Канаде, 16-м месте в Швеции, 100-м месте в Германии, 17-м месте в UK Singles Chart и 8-м месте в Шотландии.

## Трек-лист

### Digital EP – The Remixes[5][6]
1. "Talking Body" (Gryffin Remix) – 4:29
2. "Talking Body" (KREAM Remix) – 3:39
3. "Talking Body" (WDL Remix) – 3:41
4. "Talking Body" (Panic City Remix) – 4:46
5. "Talking Body" (The Young Professionals Remix) – 3:39

## Чарты
| Чарт (2015)                                | Высшая позиция |
| ------------------------------------------ | -------------- |
| Australia (ARIA)                           | 95             |
| Бельгия/Фландрия (Ultratip Bubbling Under) | 19             |
| Бельгия/Валлония (Ultratip Bubbling Under) | 25             |
| Канада (Billboard Canadian Hot 100)        | 14             |
| Канада (Billboard AC)                      | 30             |
| Канада (Billboard CHR/Top 40)              | 7              |
| Канада (Billboard Hot AC)                  | 28             |
| Чехия (Rádio — Top 100)                    | 52             |
| Чехия (Singles Digitál Top 100)            | 14             |
| Дания (Tracklisten)                        | 26             |
| Финляндия (Suomen virallinen lista)        | 13             |
| Германия (GfK)                             | 100            |
| Ирландия (IRMA)                            | 41             |
| Нидерланды (Single Top 100)                | 74             |
| Шотландия (OCC Scotland)                   | 8              |
| Словакия (Rádio — Top 100)                 | 49             |
| Словакия (Singles Digitál Top 100)         | 24             |
| Швеция (Sverigetopplistan)                 | 16             |
| Великобритания (OCC UK Singles)            | 17             |
| США (Billboard Hot 100)                    | 12             |
| США (Billboard Adult Contemporary)         | 23             |
| США (Billboard Adult Pop Airplay)          | 8              |
| США (Billboard Dance Club Songs)           | 1              |
| США (Billboard Dance/Mix Show Airplay)     | 11             |
| США (Billboard Pop Airplay)                | 4              |
| США (Billboard Rhythmic)                   | 31             |

| Чарт (2015)                           | Позиция |
| ------------------------------------- | ------- |
| Canada (Canadian Hot 100)             | 50      |
| Denmark (Tracklisten)                 | 62      |
| Sweden (Sverigetopplistan)            | 48      |
| US Billboard Hot 100                  | 37      |
| US Mainstream Top 40 (Billboard)      | 18      |
| US Adult Top 40 (Billboard)           | 36      |
| US Hot Dance Club Songs               | 5       |
| US Dance/Mix Show Airplay (Billboard) | 36      |

## Сертификации
| Регион | Сертификация  | Продажи   |
| --- | ------------- | --------- |
| Дания (IFPI Danmark) | Платиновый    | 60,000^   |
| Италия (FIMI) | Золотой       | 25,000    |
| Великобритания (BPI) | Платиновый    | 600 000   |
| США (RIAA) | 2× Платиновый | 2,000,000 |
| ^ Данные о тиражах приведены только на основе сертификации. · Данные о продажах + прослушиваниях приведены только на основе сертификации. |               |           |